# Dieter Hasselblatt
Dieter Reinhold Hasselblatt (* 8. Januar 1926 in Reval, Estland; † 19. Februar 1997 in Neuwied) war ein deutscher Autor von Hörspielen, Romanen und Sachbüchern, Rundfunkredakteur und Hörspielregisseur.  Er schrieb auch unter den Pseudonymen Peter Zweydorn, Karl-Herbert Henrici und Bertil E. Sahlstedt.

## Leben
Der 1926 in Reval geborene Hasselblatt war der Sohn eines Bankangestellten und besuchte die deutsche Ritter- und Domschule zu Reval. Er wurde mit seiner Familie am 9. November 1939 zuerst nach Polen und dann nach Deutschland übergesiedelt. Dieter Hasselblatt war in der Hitlerjugend sowie Luftwaffenhelfer und Bordfunker der Luftwaffe. 1944 geriet er in Gefangenschaft und kehrte 1948 zurück nach Deutschland. Sein Abitur holte Hasselblatt 1949 nach. Er studierte in Marburg und Freiburg Mittelalterliche Kunstgeschichte, Philosophie, Geschichte, Musikwissenschaft, Germanistik und Märchenforschung. 1959 promovierte er mit einer Arbeit über Franz Kafka an der Albert-Ludwigs-Universität Freiburg zum Dr. phil. Nach dem Studium versuchte Hasselblatt sich in verschiedenen Berufen, unter anderem als Waldarbeiter, Hausierer, Internatslehrer und Tierpflegepraktikant im Frankfurter Zoo bei Bernhard Grzimek. 1963 übernahm er die Hörspielredaktion des Deutschlandfunk in Köln.

## Leistungen
Da der Deutschlandfunk selbst keine Hörspiele produzierte – es wurden Hörspiele verschiedener Sender übernommen – legte Hasselblatt ein Archiv der ARD-Hörspiele an. Die Kartei enthält neben den Erstsendeterminen auch Rezensionen. Dieses Archiv, das über Jahrzehnte hinweg geführt wurde, ist zu einer riesigen Informationsquelle für Recherchen geworden. Hasselblatt, ein Freund der Science Fiction, machte ab 1969 mit 100 Sendeplätzen für SF-Hörspiele beim DLF die Science Fiction einem größeren Kreis bekannt. Die jeweiligen Hörspiele wurden von Essays, Diskussionsrunden und Nachworte begleitet.
1974 wurde Hasselblatt Abteilungsleiter Hörspiel beim Bayerischen Rundfunk und betätigte sich als Redakteur, Dramaturg und Regisseur. Hasselblatt, der viele Kontakte zu nationalen und internationalen SF Autoren unterhielt, überredete Stanisław Lem dazu, erstmals exklusiv für das Radio zu schreiben. Hasselblatt hat zum ersten Mal das Original von Orson Welles „War of the Worlds“-Hörspiel in Deutschland ausgestrahlt. Trotz rechtlicher Schwierigkeiten ergatterte er die deutschen Senderechte für „The Hitch-Hikers Guide to the Galaxy“. Laut Hördat verfasste er selbst 13 Hörspiele.
Neben seiner Radiotätigkeit war Hasselblatt auch in anderen Bereichen aktiv. Er schrieb Essays, Romane, Erzählungen, Novellen und Märchen sowie Kritiken zu Spielen. Hasselblatt war Gründungsmitglied der Jury „Spiel des Jahres“ und wurde viermal mit dem Bamberger Preis der AG Spielzeug e. V. ausgezeichnet. Dazu verfasste Hasselblatt Reiseberichte, Sachbücher und Besprechungen sowie Aufsätze für das Jahrbuch Das Science Fiction Jahr.
Ab 1972 hatte Hasselblatt Lehraufträge der Universitäten Bochum und München für Trivialkommunikation und Hörspieldramaturgie. Nach einem Schlaganfall im Jahr 1985 wurde Dieter Hasselblatt 1987 pensioniert, jedoch wurde eine Vereinbarung getroffen, die es ihm erlaubte, beim Bayerischen Rundfunk zehn Hörspiele pro Jahr zu betreuen. Seit 1977 gehörte Dieter Hasselblatt dem P.E.N. an, was er selbst als die höchste Auszeichnung seines Lebens empfand. 1986 wurde ihm für seine Verdienste um das SF-Hörspiel der Kurd-Laßwitz-Preis verliehen.
Dieter Hasselblatt starb am 19. Februar 1997 im Alter von 71 Jahren in Neuwied.

## Werke
- Lyrik heute. Kritische Abenteuer mit Gedichten. Signum Verlag, Gütersloh 1963.
- Aufbruch zur letzten Aventüre. Roman. Hegner Verlag, Köln 1963.
- Zauber und Logik. Eine Kafka-Studie Verlag Wissenschaft und Politik, Köln 1964 (überarbeitete Fassung der Dissertationsschrift von 1959).
- Grüne Männchen vom Mars. Science Fiction für Leser und Macher. Droste Verlag, Düsseldorf 1974, ISBN 3-7700-0386-1 (Neuausgabe 1982).
- als Peter Zweydorn: Quick-check: Menschen sind ungeeignet. 1976, ISBN 3-522-12480-4.
- Figurenopfer. Kriminalroman. Rowohlt Verlag, Reinbek 1980, ISBN 3-499-14661-4.
- Orwells Jahr – Ist die Zukunft von gestern die Gegenwart von heute? 1983, ISBN 3-550-07725-4.
- Was ich weiß macht mich heiß. Kriminalroman. Heyne, München 1985.
- mit Irene M. Tschermak: Ich liebe Ungeheuer, sagte Munki. Kinderbuch. 1987, ISBN 3-926750-01-4.
- Marija und das Tier. Science-fiction-Texte. 1988, ISBN 3-518-38011-7.
- Am Glint beim Anku-Dranku: Eine Kindheit in Estland. 1991, ISBN 978-3-7700-0942-8.
- Die Beiden, der Bunte und die steinerne Stadt: Drei Märchen. 1995, ISBN 3-930777-61-4.
- Zwei in der Unstadt. 1995, ISBN 3-927104-75-2.
- Aufklärung eines Modelle-Falls oder Modelle Delphin, Hiob, Saeurebad. 2004, ISBN 3-8334-1760-9.

als Herausgeber
- Das Experiment. 1975, ISBN 3-522-12200-3.

## Tonträger
- 1996: Professor Tarantogas Sprechstunde. BR. Stanisław Lem. Regie: Dieter Hasselblatt. Mit Kurt Lieck, Eric P. Caspar, Willy Semmelrogge. Produktion von 1976. ISBN 3-89584-172-2
- 1996: Die Mondnacht. BR. Originalhörspiel: Stanisław Lem. Regie, Redaktion: Dieter Hasselblatt. Produktion von 1976. ISBN 3-89584-220-6
- 2004: Die lymphatersche Formel. Westdeutscher Rundfunk Köln/WDR. Stanislaw Lem. Mit Martin Held. Bearbeitung: Dieter Hasselblatt. Regie: Friedhelm Ortmann. ISBN 3-89813-345-1
- 2005: RUR: Rossums Universal Robots, Bayerischer Rundfunk. Karel Čapek. Mit Hans Peter Hallwachs, Heidelinde Weis, Susanne Uhlen u. v. a. Hörspielbearbeitung: Dieter Hasselblatt. Regie: Heiner Schmidt. ISBN 3-89813-385-0

## Auszeichnungen
- 1975 Preis des SFCD für das Sachbuch Grüne Männchen vom Mars – Science Fiction für Leser und Macher
- Kurd-Laßwitz-Preis:
  - Sonderpreis 1986 für seine Verdienste um das SF-Hörspiel
  - Bestes Hörspiel 1990 für Projekt Ichthanthropos gescheitert